# Jeanette Houdi
Jeanette Houdi, född 11 november 1969 i Eskilstuna,[källa behövs] är en svensk producent. Hon har två barn med illusionisten John Houdi och deltog i hans verksamhet, både i affärsmässiga rutiner och karriärmässiga val. Därefter tog hon 2005 steget att bli producent för komikern Håkan Bergs föreställning "Håkan Berg & Micke Svahn Show", och var även konsult åt Tom Stone och Peter Rosengrens föreställning "Mjuka Män & Hårda Hattar".[källa behövs]